# アルメニア共和国国立科学アカデミー
アルメニア共和国国立科学アカデミー（アルメニアきょうわこくこくりつかがくアカデミー、アルメニア語: Հայաստանի Հանրապետության գիտությունների ազգային ակադեմիա）は、アルメニア政府直属の科学アカデミーである。

## 歴史
1935年から設立されていたソビエト連邦科学アカデミー・アルメニア支部を前身として、1943年11月10日に「アルメニア・ソビエト社会主義共和国科学アカデミー」（ロシア語: Академии наук Армянской ССР）として設立された。ソビエト連邦の崩壊後の1993年から、現在の名称へと改称した。創立メンバーとその役職は以下の通り。
| - アレクサンドル・アコピャン (hy) - ラチヤ・アチャリャン - マヌク・アベギャン - アルチョーム・アリハニヤン - アブラム・アリハノフ - ヴィクトル・アンバルツミャン - 副会長 - ヴァチェ・イサグリャンツ (ru) - アヴェティク・イサアキャン - イヴァン・エギアザロフ (hy) - 物理学・数学・自然科学担当部長 - レヴォン・オガネソフ - ヨシフ・オルベリ - 会長 - レオン・オルベリ | - グリゴリー・カパンツャン (hy) - 社会科学担当部長 - サアク・カラペチャン (ru) - 幹部会メンバー - ヴァルダン・グルカニャン (hy) - 副会長 - ハチャトゥル・コシュトヤンツ (ru) - 生物科学担当部長 - アレクサンドル・タマムシェフ - アルセン・テルテリャン (hy) - ミハイル・トゥマニャン (hy) - 農業科学担当部長 - コンスタンチン・パッフェンゴリツ - グラチヤ・ブニャチャン (hy) - ヤコフ・マナンジャン - ステパン・マルハシャンツ |

歴代の会長は以下の通り。
1. ヨシフ・オルベリ（1943年 - 1947年）
2. ヴィクトル・アンバルツミャン（1947年 - 1993年）
3. ファデイ・サルキスィアン（ロシア語版）（1993年 - 2006年）
4. ラディク・マルティロスィアン（hy, 2006年 - 現職）

## 組織
2011年4月からの規定では、会長および副会長、秘書や15人の幹部会メンバーは総会での投票によって選出され、任期はいずれも5年間である。また、会長に2期連続で就くことは認められていない。アカデミーの会員は通常3年ごとに選出される。アカデミーの活動資金のほとんどは、国家予算に依っている。
2015年8月現在の職員数は4000人を超え、そのうちアカデミー正会員53名、客員57名、理学博士330名、博士候補1105名である。外国人の会員122名と名誉博士52名おり、4名（アベル・アガンベギャン、ユーリー・オシポフ、ガレギン2世、ボリス・パトン）が名誉会員の称号を与えられている。

### 下部組織
アカデミーに属する研究機関は大きく5つの部門に分けられ、その内容は以下のようになっている。
- 数学・技術科学部門
  - 数学研究所 (en)
  - 力学研究所 (hy)
  - 情報科学・自動化問題研究所 (hy)
- 物理学・天体物理学部門 (hy)
  - ビュラカン天文台（ロシア語版）
  - 無線物理学・電子工学研究所 (hy)
  - 応用物理学問題研究所 (hy)
  - ミカエル・テル＝ミカエリアン物理学調査研究所 (en)
- 自然科学部門
  - 環境ノウアスフィア研究所 (hy)
  - 生化学研究所
  - 植物学研究所
  - G・S・ダヴィチアン水耕栽培問題研究所
  - 「強化生物工学」科学生産センター (hy)
    - 「強化生物工学」科学生産センター生物工学研究所
    - 「強化生物工学」科学生産センター「微生物学研究所」
    - 「強化生物工学」科学生産センター「微生物保管センター」

  - 分子生物学研究所 (hy)
  - レオン・オルベリ生理学研究所 (hy)
  - 動物学・水環境学科学センター
    - 動物学・水環境学科学センター動物学研究所
    - 動物学・水環境学科学センター水環境学・魚類学研究所

- 化学・地球科学部門 (hy)
  - 有機・薬化学科学技術センター
    - 有機・薬化学技術センター健康有機化学科学研究所
    - 有機・薬化学技術センター有機化学科学研究所
    - 有機・薬化学技術センター分子構造調査科学センター

  - 化学物理学研究所
  - 一般・無機化学研究所
  - 地質科学研究所 (hy)
  - A・ナザロフ地理学・地震工学研究所
- アルメニア学・社会科学部門
  - 歴史研究所 (hy)
  - 哲学・法学研究所 (hy)
  - ミカエル・コタニアン経済学研究所 (hy)
  - 考古学・民俗学研究所 (hy)
  - 東洋学研究所 (hy)
  - フラチア・アチャリアン言語学研究所 (hy)
  - マヌク・アベギアン文学研究所
  - 芸術研究所 (hy)
  - アルメニア人虐殺博物館・研究所 (hy)
  - シラク・アルメニア学調査センター
  - 『アルメニア百科事典』出版局
  - 全アルメニア・アルメニア学研究援助財団